# Jérémy Roy
Jérémy Roy (Tours, 22 de juny de 1983) és un ciclista francès, que fou professional del 2003 al 2018. Sempre ha corregut a les files de l'equip FDJ.
En el seu palmarès destaca una victòria d'etapa a la París-Niça de 2009 i el Premi de la Combativtat del Tour de França de 2011.

## Palmarès
- 2002
  - 1r a la cursa de ciclo-cross de Contres (amb Sandy Casar)
  - 1r a la cursa de ciclo-cross de Tours-Ile Aucard (amb Sandy Casar)
- 2004
  - 1r a la cursa de ciclo-cross de Notre-Dame-d'Oë
- 2009
  - Vencedor d'una etapa a la París Niça
- 2010
  - 1r a la Tro Bro Leon
- 2011
  - 1r al Gran Premi d'Obertura La Marseillaise
  -  Vencedor del Premi de la Combativitat del Tour de França
- 2012
  - Vencedor d'una etapa del Tour del Llemosí

### Resultats al Tour de França
- 2008. 121è de la classificació general
- 2009. 48è de la classificació general
- 2010. 143è de la classificació general
- 2011. 86è de la classificació general.  Vencedor del Premi de la Combativitat
- 2012. 66è de la classificació general
- 2013. 126è de la classificació general
- 2014. 57è de la classificació general
- 2015. 105è de la classificació general
- 2016. 96è de la classificació general

### Resultats a la Volta a Espanya
- 2005. 81è de la classificació general
- 2006. 122è de la classificació general
- 2007. 104è de la classificació general

### Resultats al Giro d'Itàlia
- 2008. 82è de la classificació general
- 2017. 73è de la classificació general
- 2018. 109è de la classificació general